# ПФК „Нефтохимик“ (Бургас)
 За автентичният клуб, прекратил съществуването си вижте ПФК Нафтекс (Бургас).  
Вижте пояснителната страница за други значения на Нефтохимик.
„Нефтохимик“ е български футболен клуб от град Бургас, участник в Трета югоизточна лига. Играе домакинските си срещи на спортен комплекс „Нефтохимик“ в ж. к. Изгрев, Бургас.
Цветовете на клуба са зелено, черно и бяло.

## История

### Възраждане на „Нефтохимик“ (2009 – 2014)
След като автентичният футболен клуб, носил имената Строител, Нефтохимик и последно Нафтекс (Бургас), прекратява съществуването си след края на сезон 2008/09, на 7 юли 2009 г. клубни легенди обявяват, че Нефтохимик ще продължи да съществува. За целта малкият бургаски отбор „Атлетик“ (основан 2007 г.) променя името си на „Нефтохимик 1986“, а Митко Събев прехвърля на клуба всички нематериални активи. През сезон 2009/10 отборът участва в Югоизточната В група, където завършва на 3-то място. Отборът домакинства на стадион „Червено знаме“ в квартал Долно Езерово в Бургас, тъй като клубният му стадион „Лазур“ е използван от Черноморец на Събев.
През сезон 2010/11 Нефтохимик завършва на 2-ро място в групата след Ботев (Пловдив). Бургазлии се класират за бараж срещу Септември (Тервел), който печелят с 1:0 и се завръщат в Б група. Освен това печелят Купата на аматьорската футболна лига като във финала побеждават с 5:4 след дузпи (2:2 след продължения) Спартак (Варна).
През сезон 2012/13 отборът завършва на 1-во място в Б група и отново придобива елитен статут след 7-годишна пауза. Не успява обаче да се задържи в А група. През сезон 2013/14 бургазлии финишират на 12-о място от 14 отбора и изпадат. На 27 юни 2014 г. поради тежки финансови задължения клубът отново е разформирован. Всички футболисти на тима са освободени.

### Сливане с ПФК Бургас и завръщане в елита (2015 – 2018)
През юли 2014 г. Нефтохимик е пререгистриран като сдружение с нестопанска цел (СНЦ) и възкръсва за трети път в своята история (след 1981 г. и 2009 г.). Стартира сезон 2014/15 от най-ниското ниво – Б областна група. През януари 2015 г. е съобщено, че ПФК Бургас (бивш Мастер Бургас), който участва в Б група от новият сезон 2015/16 ще носи името Нефтохимик. Клубът доиграва сезона с името ПФК Бургас, но вече със зелено-бели клубни цветове, а СНЦ Нефтохимик доиграва сезона в областната група.
На 11 юни 2015 г. ПФК Бургас променя идентичността си и е преименуван на Нефтохимик 1962. На 21 юни 2015 в клуба се влива СНЦ ФК Нефтохимик Бургас 1962 от областната група. През лятото на 2016 г. клубът е поканен да се включи в новосформираната Първа професионална футболна лига и приема поканата. През сезон 2016/17 завършва на 12-о място, което отрежда на бургазлии да играят бараж за оставане с Витоша (Бистрица). Мачът е загубен с 0:1 и отборът изпада във Втора лига. Междувременно на 30 септември 2017 г. към клубът се влива аматьорският ФК Локомотив (Бургас), като детско-юношеската школа на Локомотив става част от тази на Нефтохимик, а обединилите се отбори ще се състезават под името и с цветовете на Нефтохимик. Пропадането на клуба продължава и през сезон 2017/18. В хода на кампанията са постигнати само две победи, което води до свличане в аматьорската Трета лига. Клубът престоява само един сезон извън професионалния футбол. През новия сезон Нефтохимик успява да спечели промоция обратно във Втора лига, завършвайки 1-ви, след като доминира в лигата с 29 победи, 3 равенства и само 2 загуби. Те успяват да победят градския съперник ФК Черноморец 1919 (Бургас) на два пъти.

### Обратно към Втора лига (2019 – 2021)
В първия си сезон отново при професионалистите, Нефтохимик завършва 5-ти, точно преди първенството да бъде спряна поради пандемията от COVID-19 само на 9 точки зад 3-ия Монтана, който получава промоция. "Шейховете" започват сезона с домакинство на Арена Созопол, поради липса на финансова подкрепа. В първия си домакински мач Нефтохимик успява да победи дългогодишния си съперник Спартак (Варна) с 5:0.
На 22 ноември 2019 г. Нефтохимик подписва 5-годишен спонсорски договор с българската компания за залагания "efbet", която сключва финансово споразумение със собственика на Стадион Лазур Митко Събев за връщането на клуба в първоначалния му дом, преименуването и ребрандирането му на "Ефбет Арена Бургас".
На 4 ноември 2021 г. лицензът за професионален футбол на Нефтохимик е отнет от Лицензионната комисия към БФС в резултат на неспазване на правилата за финансов феърплей и неизплатени плащания към персонала и държавните институции. През следващите дни отборът е изваден от групата и мачовете му анулирани. На 19 ноември БФС потвърждава решението си и изважда Нефтохимик от групата, като анулира всички изиграни до този момент мачове.

### Рестарт от окръжните групи (2022 – настояще)
Отборът се присъединява към „Б“ областна група, петото ниво на българския футбол, за сезон 2022/23 и печели групата, за да се изкачи в „А“ областна група през 2023 г.
Клубът престоява само един сезон извън професионалния футбол. През 2018/19 завършва безапелационно на 1-во място в Югоизточната Трета лига. През 2019/20 бургазлии са сред водещите отбори във втория ешелон, финиширайки на 5-о място в класирането.

## Наименования
- Нефтохимик 1986 (2009 – 2011)
- Нефтохимик 1962 (от 2011 г.)

## Успехи
Б група
- Шампион: 2012/13

Купа на Аматьорската футболна лига
- Носител: 2010/11[9]

## Класирания по сезони
| Сезон     | Име             | Група      | Място | Нац. Купа             |
| 2009 – 10 | Нефтохимик 1986 | В Група    | 3     | Областни квалификации |
| 2010 – 11 | Нефтохимик 1986 | В Група    | 2     | Областни квалификации |
| 2011 – 12 | Нефтохимик 1962 | Б Група    | 3     | 1/16 финал            |
| 2012 – 13 | Нефтохимик 1962 | Б Група    | 1     | 1/8 финал             |
| 2013 – 14 | Нефтохимик 1962 | A Група    | 12    | 1/16 финал            |
| 2014 – 15 | Нефтохимик 1962 | Б ОФГ      | 1     | -                     |
| 2015 – 16 | Нефтохимик 1962 | Б Група    | 12    | 1/16 финал            |
| 2016 – 17 | Нефтохимик 1962 | Първа лига | 12    | 1/8 финал             |
| 2017 – 18 | Нефтохимик 1962 | Втора лига | 16    | 1/16 финал            |
| 2018 – 19 | Нефтохимик 1962 | Трета Лига | 1     | -                     |
| 2019 – 20 | Нефтохимик 1962 | Втора Лига | 5     | 1/16 финал            |
| 2020 – 21 | Нефтохимик 1962 | Втора Лига | 14    | Предварителен кръг    |
| 2021 – 22 | Нефтохимик 1962 | Втора Лига | 20    | Предварителен кръг    |
| 2022 – 23 | Нефтохимик 1962 | Б ОФГ      | 1     | –                     |
| 2023 – 24 | Нефтохимик 1962 | А ОФГ      | 1     | –                     |
| 2024 – 25 | Нефтохимик 1962 | А ОФГ      | 1     | Областни квалификации |

## Стадион
В момента ФК Нефтохимик Бургас играе домакинските си срещи на СЦ Нефтохимик, ж.к.Изгрев, гр.Бургас. Съоръжението разполага с 200 седящи места, футболен терен, осветление, тенис корт, тренировъчно игрище, баскетболно игрище.
В момента тече първи етап от реконстукцията на съоръжението, като се изгражда футболен терен с размери 105/68 метра, с изкуствена настилка от висок клас.
Втори етап от реконструкцията предвижда изграждане на трибуна за привърженици с капацитет от 1150 седящи места, покрита с козирка, трибуна за гостуващи привърженици с капацитет от 150 места, отделно от 200 до 300 правостоящи места, с бъдеща възможност за увеличаване на капацитета на съоръжението ако е необходимо.
Нефтохимик играше домакинските си срещи на стадион „Лазур“ в квартал Лазур в Бургас. Съоръжението е с електрическо осветление и капацитет от 18 037 места.
Стадионът е построен през 1967 г., а през 1997 г. е основно реконструиран. Официалното му откриване след реконструкцията е на 13 април 1997 г. Северната и южната трибуни са покрити с козирки, под които са разположени 10 000 седалки. Размерите на игрището са 116 х 78 метра.
До 2002 г. стадионът се казва „Нефтохимик“, а след това – „Нафтекс“. През 2006 г. е преименуван на „Лазур“. През 2019 г. е преименуван на „Ефбет Арена“, във връзка с договор с Ефбет, компанията ще плаща наемът на стадиона за 5 години и ще подпомага финансово отбора чрез реклама, а в замяна съоръжението е прекръстено на нейно име. Съоръжението е Категория 3 звезди на УЕФА и на него могат да се играят мачове от Европейските клубни турнири.

## Настоящ състав
Към 1 ноември 2020 г.

## Треньори на клуба
| Име              | От            | До            |
| ---------------- | ------------- | ------------- |
| Димитър Стойчев  | юли 2009      | август 2010   |
| Ганчо Евтимов    | август 2010   | януари 2011   |
| Благомир Митрев  | януари 2011   | юни 2011      |
| Димитър Стойчев  | юни 2011      | октомври 2011 |
| Ангел Стойков    | октомври 2011 | юни 2012      |
| Димчо Ненов      | юни 2012      | април 2013    |
| Антон Спасов     | април 2013    | октомври 2013 |
| Атанас Атанасов  | октомври 2013 | декември 2013 |
| Златко Янков     | февруари 2014 | юни 2014      |
| Радостин Кишишев | април 2015    | август 2015   |

| Име             | От             | До             |
| --------------- | -------------- | -------------- |
| Атанас Атанасов | август 2015    | септември 2015 |
| Диян Петков     | септември 2015 | май 2016       |
| Димчо Ненов     | май 2016       | септември 2016 |
| Христо Янев     | септември 2016 | май 2017       |
| Николай Кръстев | юни 2017       | октомври 2017  |
| Благомир Митрев | октомври 2017  | януари 2018    |
| Диян Петков     | януари 2018    | юни 2020       |
| Викторио Павлов | юни 2020       | октомври 2020  |
| Николай Кръстев | октомври 2020  | декември 2020  |
| Диян Дончев     | декември 2020  | октомври 2021  |
| Владимир Иванов | октомври 2021  |                |